# عباس‌آباد رفعته
عباس‌آباد رفعته، روستایی از توابع بخش مرکزی ، دهستان برج اکرم، شهرستان فهرج در استان کرمان ایران است.

## جمعیت
این روستا در دهستان برج اکرم قرار دارد و براساس سرشماری مرکز آمار ایران در سال ۱۳۸۵، جمعیت آن زیر سه خانوار بوده‌است.